# Nandurbar (huyện)
Huyện Nandurbar là một huyện thuộc bang Maharashtra, Ấn Độ. Thủ phủ huyện Nandurbar đóng ở Nandurbar. Huyện Nandurbar có diện tích 5055 ki lô mét vuông. Đến thời điểm năm 2001, huyện Nandurbar có dân số 1309135 người.